# 켄 로빈슨 (교육학자)

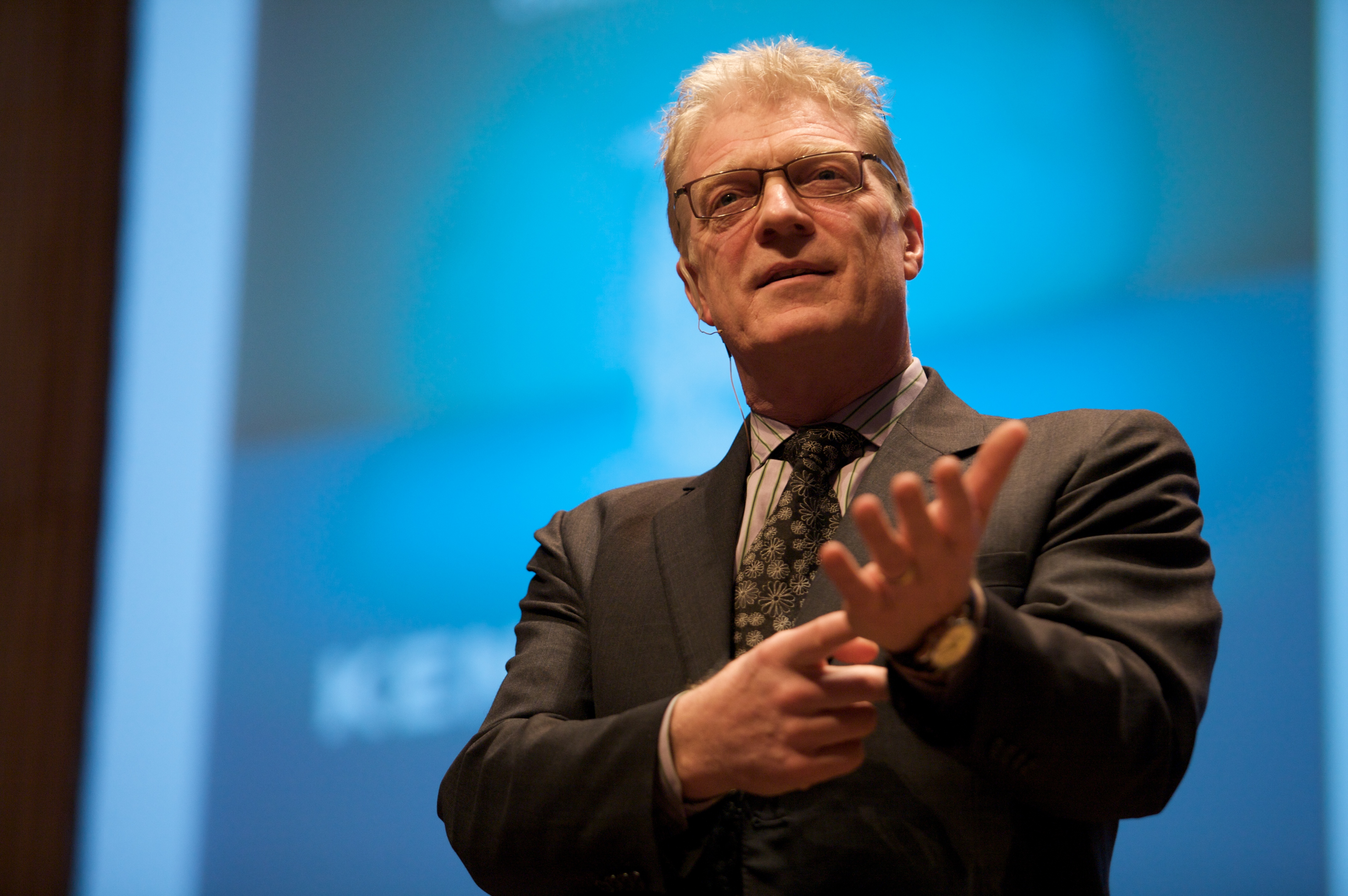
켄 로빈슨

켄 로빈슨 경(영어: Sir Ken Robinson, 1950년 3월 4일 ~ 2020년 8월 21일)은 영국의 교육학자이다.
리버풀에서 태어나 리즈 대학교 사범대학을 졸업한 후 1981년 런던 대학교에서 박사학위를 받았다. 2001년까지 워릭 대학교 교수를 지냈다. 저서로 《The Element》, 《Out of Our Minds》 등이 있다.
학생의 창의성을 키워주는 교육제도의 필요성을 주장한 TED 강연 '학교가 창의성을 죽인다(Do schools kill creativity)'로도 잘 알려져 있다.

## 서훈
- 2003년 기사작위(Knight Bachelor) 서임[1]